# Alexis Steimbach
Alexis Steimbach (Coronel Suárez, 25 luglio 2002) è un calciatore argentino, centrocampista del Tristán Suárez in prestito dal Gimnasia (LP).

## Caratteristiche tecniche
È un esterno offensivo destro.

## Carriera
Steinbach è cresciuto nel settore giovanile del Gimnasia (LP) con cui ha debuttato il 24 agosto 2022 nell'incontro di Primera División pareggiato 0-0 contro l'Aldosivi. Il 1º novembre ha firmato il suo primo contratto professionistico con il club biancoblù.
Il 17 gennaio 2024 è stato ceduto in prestito per una stagione al Quilmes; nell'estate del 2024, dopo ulteriori 13 presenze senza reti in prima divisione, il prestito è stato interrotto, e Steimbach subito dopo si è trasferito con la medesima formula al Tristán Suárez, club della seconda divisione argentina.

## Statistiche

### Presenze e reti nei club
Statistiche aggiornate al 4 aprile 2024.
| Stagione        | Squadra         | Campionato      | Campionato | Campionato | Coppe nazionali | Coppe nazionali | Coppe nazionali | Coppe continentali | Coppe continentali | Coppe continentali | Altre coppe | Altre coppe | Altre coppe | Totale | Totale | Totale |
| Stagione        | Squadra         | Comp            | Pres       | Reti       | Comp            | Pres            | Reti            | Comp               | Pres               | Reti               | Comp        | Pres        | Reti        | Pres   | Reti   |        |
| --------------- | --------------- | --------------- | ---------- | ---------- | --------------- | --------------- | --------------- | ------------------ | ------------------ | ------------------ | ----------- | ----------- | ----------- | ------ | ------ | ------ |
| 2022            | Gimnasia (LP)   | PD              | 9          | 0          | CA+CdL          | 0               | 0               |                    | -                  | -                  |             | -           | -           | 9      | 0      |        |
| 2023            | Gimnasia (LP)   | PD              | 12         | 0          | CA+CdL          | 1+4             | 0               | CS                 | 2                  | 0                  |             | -           | -           | 19     | 0      |        |
| 2024            | Quilmes         | PBN             | 7          | 0          | CA              | 0               | 0               |                    | -                  | -                  |             | -           | -           | 7      | 0      |        |
| Totale carriera | Totale carriera | Totale carriera | 30         | 0          |                 | 5               | 0               |                    | -                  | -                  |             | -           | -           | 35     | 0      |        |